# Un ragazzo nel Far West
Un ragazzo nel Far West (en español, Un chico en el Lejano Oeste) es una historieta italiana del Oeste de la casa Sergio Bonelli Editore, creada por Sergio Bonelli con el seudónimo de Guido Nolitta.
Es un típico ejemplo de los héroes-adolescentes que tuvieron éxito en la historieta italiana wéstern de la posguerra, junto a otros personajes como Capitan Miki, Il Piccolo Ranger o Il Piccolo Sceriffo. Sin embargo, se caracteriza por un tono más alegre, típico de los personajes de Sergio Bonelli, como Zagor o Mister No.

## Trayectoria editorial
Un ragazzo nel Far West apareció por primera vez en Italia en 1958. A partir de 1960 estuvo a cargo del padre de Sergio Bonelli, Gian Luigi, el creador del famoso Tex. La serie se cerró en 1963, siendo reeditada en otras publicaciones de Bonelli (Collana Zenith Gigante y Collana Rodeo). El último episodio, escrito por Decio Canzio, salió después de doce años del cierre.
El único dibujante de la serie fue Franco Bignotti, aunque en el último periodo le ayudó Giovanni Ticci realizando los lápices de varios episodios.

## Argumento
Tras perder a su tío, el último miembro de su familia en vida, asesinado a manos de los bandidos de Lucky Bear, el joven Tim Carter decide alistarse en el ejército como explorador, logrando vengarse contra los asesinos.
Desde aquí inicia la saga de Tim, quien protagonizará decenas de aventuras junto a su socio Dusty Ryan, un soldado desordenado, bebedor, un poco cobarde, pésimo tocador de banyo y cantante desafinado.
En su última historia, Tim y Dusty toman la decisión de abandonar el ejército, con el que ya no comparten algunas posiciones.